# توم مايلز (منافس ألعاب قوى)
توم مايلز (بالإنجليزية: Tom Miles)‏ هو منافس ألعاب قوى أسترالي، ولد في 17 نوفمبر 1905، وتوفي في 9 أكتوبر 1961.